# Parachora
Parachora – wielkość fizykochemiczna, określająca objętość cząsteczkową cieczy. Jest niezależna od temperatury w szerokim zakresie temperatur. Zależy natomiast od budowy cząsteczki.
Parachora jest wielkością addytywną – może być otrzymana poprzez dodanie do siebie udziałów pochodzących od atomów, rodzajów i liczby wiązań chemicznych pomiędzy nimi. Np. dla etenu są to cztery udziały od atomów wodoru, dwa od atomów węgla, cztery od wiązania węgiel–wodór i jeden od wiązania podwójnego węgiel–węgiel.
Parachora zależy od napięcia powierzchniowego cieczy:
{\displaystyle {\mathcal {P}}={\frac {M\cdot \sigma ^{1/4}}{\rho -\rho _{0}}}\mathrm {\left[kg^{1/4}\cdot s^{-1/2}\cdot m^{3}\cdot mol^{-1}\right]} ,}
gdzie:
{\displaystyle {\mathcal {P}}} – parachora,
{\displaystyle M} – masa cząsteczkowa substancji,
{\displaystyle \sigma } – napięcie powierzchniowe,
{\displaystyle \rho } – gęstość cieczy,
{\displaystyle \rho _{0}} – gęstość pary pozostającej w równowadze z cieczą.